# Парре
Парре (італ. Parre) — муніципалітет в Італії, у регіоні Ломбардія, провінція Бергамо.
Парре розташоване на відстані близько 490 км на північний захід від Рима, 75 км на північний схід від Мілана, 27 км на північний схід від Бергамо.
Населення — 2762 особи (2014).
Щорічний фестиваль відбувається 29 червня. Покровитель — святий Петро.

## Демографія
Населення за роками:

Станом на 1 січня 2023 року в муніципалітеті офіційно проживало 117 іноземців з 19 країн, серед них 23 громадяни країн Євросоюзу та 6 громадян України.

## Сусідні муніципалітети
- Ардезіо
- Клузоне
- П'яріо
- Понте-Носса
- Премоло
- Вілла-д'Онья